# 中西里菜 (1989年生の歌手)
中西 里菜（なかにし りな、1989年9月13日 - ）は、日本の歌手である。埼玉県出身。
2007年に結成された女性ボーカルユニット「スタイリッシュハート」と女性マジシャン「ドリームハート」のメンバーであるが活動休止、ソロで活動している。
元AKB48の中西里菜と同姓同名だが、全くの別人。
中川大志とは親戚である。間柄は再従姉弟。

## 人物・来歴
身長154cm、血液型はAB型。東放学園高等専修学校卒業。趣味は漫画を読むこと、映画鑑賞、ドラマ鑑賞。特技はタップダンス。愛称は「がんばり～な」。
元浅井企画所属。高校生の時に浅井企画のマネージャーにスカウトされて所属。2007年11月から芸能人女子フットサルチーム「ASAI RED ROSE」に所属していた。2008年12月7日に相方の吉野みづほと共に所属事務所・浅井企画を辞め、ASAI RED ROSEを退団。その後フリーで個人事務所を立ち上げ、スタイリッシュハートエンターテイメント株式会社・スタイリッシュハートの副社長になる。
2009年9月、からくりどーるの弟子として、マジックアイドル「ドリームハート」としても活動。「クラブ系最強フル」にてスタイリッシュハート「オシャレ番長」が着うたランキング2位にランクイン。
2011年HMV入門編シリーズ 吉田豪監修「ライブアイドル入門」』 で吉田豪に「LOVEずっきゅん」楽曲を気に入られてアルバム入り。2020年2月株式会社YEEELLにYouTuberとして所属。
2020年4月副社長を辞任し、中西里菜個人事務所設立。

## その他、活動

### テレビ
- 2006年7月　テレビ朝日「コンプレックス克服バラエティーラブ☆コン」
- 2010年　テレビ信州「24時間テレビ 愛は地球を救う33」
- 2011年
  - フジテレビ「志村けんのバカ殿様」
  - 7月･11月　スカパー!エンタ371「ピグ☆1」
- 2014年12月　NHK BS1「スポーツ酒場 語り亭」
- 2015年
  - 日本テレビ「トリックハンター」AKB48ハロウィン・ナイトのコーナーに出演
  - 9月　テレビ朝日「あの遊びをバージョンアップ! キスマイGAME」
- 2016年　AbemaTV「矢口真里火曜TheNIGHT」
- 2017年　東日本放送「三又ノ番組」
- 2018年　テレビ朝日「お願い!ランキング」
- 2019年
  - テレビ埼玉「田中・ねむのひらめけ!デンキッキ」
  - テレビ埼玉「きらめけ!デンパッパ」
  - 4月　日本テレビ「幸せ!ボンビーガール」
  - 9月4日、AbemaTV・鈴木愛理の火曜The NIGHT#164
- 2020年2月　テレビ朝日「家事ヤロウ!!!」

### WEB
- 「山本晋也のランク10国」レポーター出演
- Gyaoアイドル勝ち抜きバラエティー「ヌキ天」
- 「あっとおどろく放送局」ゲスト出演
- シャテン番組「話し噛み合いませんけど、渋谷でアリーナ！」レギュラー
- ニコニコ生放送配信～丘咲エミリ×南梨央奈×森苺莉×スタイリッシュハート「ワタシたちのFX!～ガチで運用してみました～」レギュラー出演中！

### 雑誌
- 「スター名鑑」
- 「SuperデコバイブルFantasy」読者モデル

### 舞台
- 日本喜劇人協会「らくだの馬さん」2001年3月
- 劇団OPAミュージカル
  - 「ラプソディー」2001年3月
  - 「蒲田行進曲」2001年8月
- ジュエルミュージカル
  - 「KIDDY 2002」2002年4月
  - 「KIDDY 2003」2003年4月
- ミュージカルランド「長屋の花見」2003年5月
- Be Bop Strawberry「アイドルは暴走族」2004年12月
- マジックミュージカル「魔女伝説2005」2005年7月
- TEAM JAPAN SPEC番外公演「終わらない修学旅行」2010年10月
- 劇団女神座「DANGEROUS　CUTIE」2011年1月
- エアースタジオ公演「漂流劇」2011年3月
- 七瀬美菜劇団「Fairy」2014年10月
- u-you.company17th STAGE　望月海羽座長公演「ドールズハウス」2016年10月